# ورن سور سیچ
ورن سور سیچ (به فرانسوی: Vern-sur-Seiche) یک کمون در فرانسه است که در Canton of Rennes-Sud-Est واقع شده‌است.

## خصوصیات
ورن سور سیچ ۱۹٫۷۰ کیلومترمربع مساحت و ۸٬۰۶۲ نفر جمعیت دارد.